# Luis Vélez de Guevara
Luis Vélez de Guevara (født 1. august 1579 i Écija, død 10. november 1644 i Madrid) var en spansk digter.
Han kom som ganske ung jurist til hovedstaden og begyndte her at føre sager med held, men tillige at øve sit poetiske talent, navnlig som dramatiker. I den anledning kom han i forbindelse med fornemme adelsmænd, hos hvem han efter de tiders skik søgte sit underhold, og i de litterære kredse vandt han yndest ved sin elskværdige munterhed og sin åbne og ærlige karakter. Filip IV gav ham en hofmandsstilling, men for øvrigt havde han med sin store familie vanskeligt ved at slå sig igennem i pekuniær henseende. Som advokat var han kendt for sin vittighed. Efter eget sigende forfattede Guevara 400 komedier, men kun 80 af dem er bevarede til vor tid. De viser ham som en af det spanske nationalteaters bedste andenrangsforfattere og som en discipel af Lope de Vega. De fleste af dem behandler emner af den Pyrenæiske Halvøs historie eller sagnhistorie, og han er her ofte meget heldig i anvendelsen af en arkaiserende sprogtone. Særlig berømmelse nyder skuespillet Reinar después de morir, en bearbejdelse af den bekendte tragiske episode af Portugals historie om Inês de Castros elskov og død. Et interessant, tidligere utrykt stykke, La Serrana de la Vera, udgavs 1916 med kommentar, som Teatro antiguo espanol I. Men Guevaras berømteste værk er den morsomme satiriske fortælling El diablo cojuelo (1641), hvor den ud af en glasflaske befriede haltefanden til tak viser sin befrier, Studenten Don Cleofas, hvad der går for sig inde i byens huse. Den blev frit bearbejdet på fransk af Alain-René Lesage som Le diable boiteux (1707; i udvidet og omarbejdet skikkelse 1726). Guevaras bog er optrykt blandt Novelistas posteriores á Cervantes i 33. bind af Rivadeneyras Biblioteca de autores españoles (1854) og i nyere tid udgivet af Adolfo Bonilla (1910). Der eksisterer ingen ældre, samlet udgave af Guevaras komedier; 6 af dem findes trykte i Biblioteca de autores españoles (45. bind).